# 豊橋市立高師台中学校
豊橋市立高師台中学校（とよはししりつたかしだいちゅうがっこう）は愛知県豊橋市西幸町にある公立中学校。

## 概要

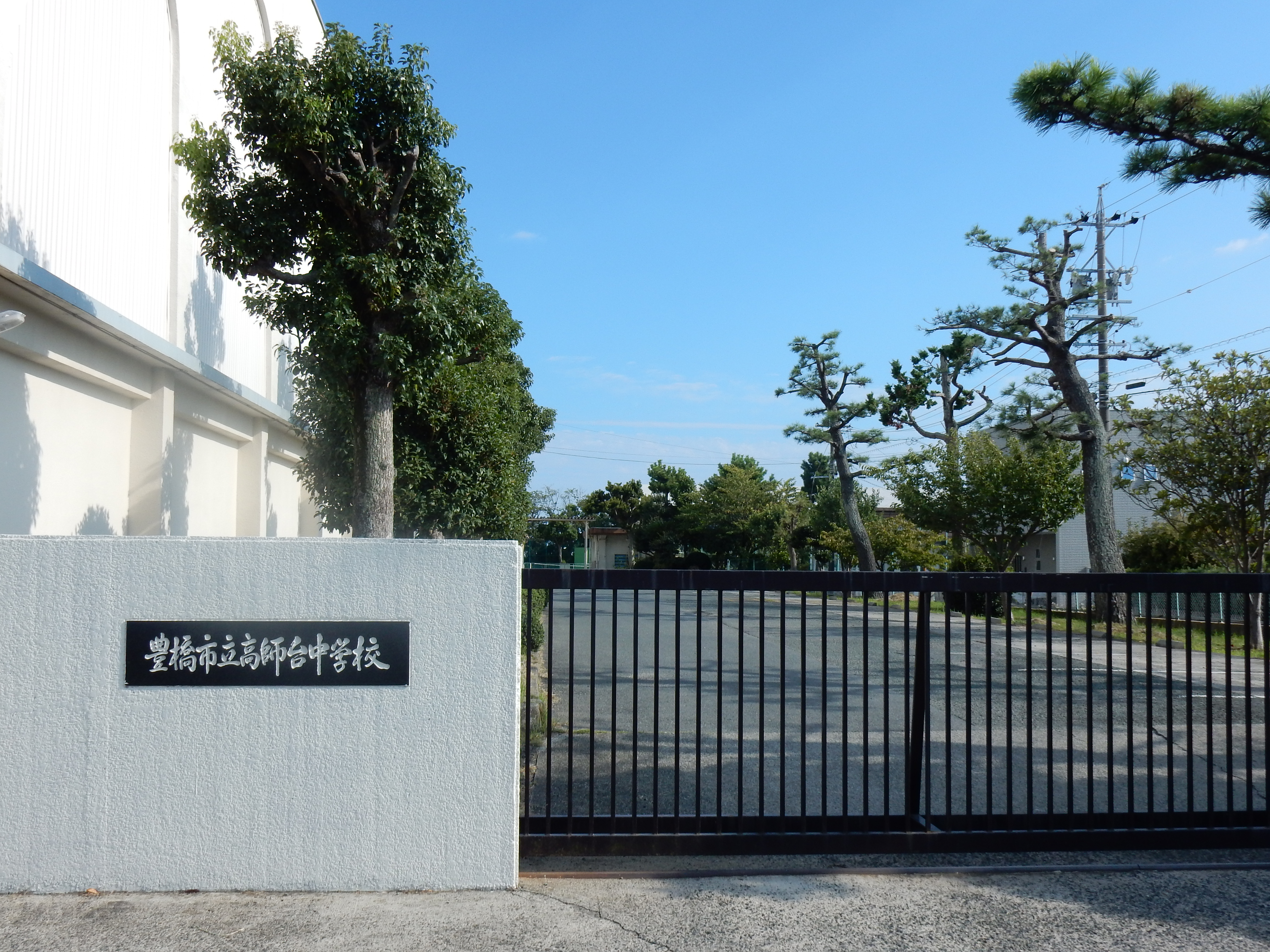
校門

1986年（昭和61年）4月に過密を避けるため本郷中学校を新設し分離した。場所は鬼の天伯、地獄の隆、流す涙は梅田川と呼ばれた旧陸軍の演習地があった。この辺りの丘陵は愛知県の天然記念物である高師小僧が生成される強酸性土壌の不毛の原野だった。

## 部活動
- 軟式野球部
- ソフトボール部
- サッカー部
- ハンドボール部
- ソフトテニス部
- 陸上競技部
- バレーボール部
- バスケットボール部
- 卓球部
- 柔道部
- 剣道部
- 水泳競技部
- 吹奏楽部
- 園芸部
- 文芸部

## 所在地
- 〒441-8113　愛知県豊橋市西幸町字浜池328番地

## アクセス
- 豊鉄バス
  - 細谷線　測点バス停下車、徒歩5分
- 豊橋鉄道渥美線
  - 南栄駅下車、徒歩約35分

## その他
愛知県指定天然記念物の「高師小僧」が当校玄関に展示してある。また、校庭南側（約165m2）が、高師小僧発祥の地として1957年（昭和32年）10月に愛知県天然記念物に指定されている。